# Alex Král
Alex Král, född 19 maj 1998 i Košice i Slovakien, är en tjeckisk fotbollsspelare som spelar för Espanyol, på lån från Union Berlin.

## Karriär

### Tidiga år
Král började spela fotboll i Moravská Slavia Brno och gick därefter till Zbrojovka Brno. Som 13-åring gick Král till Slavia Prag.

### Teplice
I februari 2017 gick Král till Teplice. Král debuterade i Tjeckiska förstaligan den 7 maj 2017 i en 2–0-vinst över Hradec Králové, där han blev inbytt på övertid mot Jan Vošahlík.

### Slavia Prag
Den 2 januari 2019 värvades Král av Slavia Prag, där han skrev på ett 4,5-årskontrakt.

### Spartak Moskva
Den 1 september 2019 värvades Král av ryska Spartak Moskva, där han skrev på ett femårskontrakt. Král gjorde sin Premjer-Liga-debut den 14 september 2019 i en 2–1-förlust mot Ural.
Den 31 augusti 2021 lånades Král ut till West Ham United på ett säsongslån. Den 14 juli 2022 lånades han ut till Schalke 04 på ett säsongslån.

### Union Berlin
Den 2 juni 2023 värvades Král av Union Berlin. Den 7 augusti 2024 lånades han ut till nyuppflyttade La Liga-klubben Espanyol på ett säsongslån.

## Landslagskarriär
Král debuterade för Tjeckiens landslag den 26 mars 2019 i en 3–1-förlust mot Brasilien, där han blev inbytt i den 69:e minuten mot David Pavelka.

## Meriter
Slavia Prag
- Tjeckiska förstaligan: 2018/2019
- Tjeckiska cupen: 2018/2019